# 呉煥章
呉 煥章（ご かんしょう、繁体字: 吳煥章; 簡体字: 吴焕章; 拼音: Wú Huànzhāng; ウェード式: Wu Huan-chang、1902年5月29日（清光緒28年4月22日） - 1988年（民国77年）1月11日）は、中華民国（台湾）の政治家。黒竜江将軍管轄区墨爾根副都統管轄区（現在は吉林省大安市に位置する）に生まれる。

## 事績
国立北京法政大学ロシア法政学系を卒業後にソビエト連邦に留学、極東連邦大学で研究に従事した。帰国後の1928年（民国17年）に、国民革命軍第2集団軍前敵政治部上校宣伝大隊長に就任して北伐に参加する。また、上海『新東北報』と東北通訊社の社長も務めた。翌年、中国国民党中央訓練部民衆訓練処労資紛糾仲裁股総幹事や地方自治計画委員会委員となる。1930年（民国19年）、国民党中央宣伝部の命により東北『民国日報』総編輯に就任した。翌1931年（民国20年）、国民党黒竜江省党務指導委員兼書記長となる。同年に柳条湖事件（九・一八事変）が勃発すると、抗日活動を展開する馬占山を輔佐した。後に南帰し、1935年（民国24年）1月に、立法院立法委員に就任している。 また、国民党の第4回から第6回の全国代表大会に、いずれも代表として出席している。
1944年（民国33年）3月、三民主義青年団第1回全国代表大会黒竜江省支団代表に選出され、5月には抗戦損失調査委員会委員に任命されている。9月、興安省政府主席兼保安司令に起用されたが、翌年中には東北民主連軍の攻勢に遭って瀋陽への逃亡を余儀なくされ、以後、名目上の省政府主席でしかなくなった。1947年（民国36年）10月、国民政府主席東北行轅政務委員会委員と東北蒙旗復員委員会主任委員に任命されている。翌1948年（民国37年）2月、行憲国民大会代表に当選した。
国民党が国共内戦に敗北すると、呉煥章も台湾に逃れた。1950年（民国39年）、行政院設計委員に招聘され、1954年（民国43年）には光復大陸設計研究委員会委員兼内政組召集人となる。1971年（民国62年）、同委員会台中研究区主任を兼任した。1988年（民国77年）1月11日、死去。享年87（満85歳）。

## 著作
- 『天下一家』
- 『天下一黨』
- 『東北蒙旗問題』

## 注
1. ↑  徐主編（2007）、625頁による。劉国銘主編（2005）、1060頁は、「1901年6月8日（清光緒27年4月22日）」としている。
2. 1 2 3  徐主編（2007）、625頁。
3. 1 2 3  劉国銘主編（2005）、1060頁。